# トゥナイト2
『トゥナイト2』（トゥナイトツー）は、1994年4月4日から2002年3月29日（3月28日深夜）までテレビ朝日系列局で放送されていたテレビ朝日製作のワイドショー・情報バラエティ番組である。放送開始時に使用していたタイトルロゴの表記は『トゥナイトII』（読み同じ）。

## 概要
『トゥナイト』を前身とする深夜の帯番組で利根川裕に替わって石川次郎が総合司会を務めていた。本番組は、前身の『トゥナイト』よりも取り扱う情報の範囲を広げた。
1980年代半ば頃から中曽根康弘首相のお色気番組自粛要請により、地上波におけるコンプライアンスが厳しくなる。その煽りを受けて当時、民放各局の深夜番組は「脱・お色気」の風潮が強まっていた。そんな状況の中で乱一世、北野誠、山本晋也ら本番組のリポーター陣がお色気系の企画にも積極的に取り組み、阪神・淡路大震災の被災地リポートなど社会に訴える硬派な取材もこなしていた。また、1980年代からの女子アナブームなどの影響を受けて女性リポーターを多く出演させたり、女性視聴者を意識した番組作りもなされた。

## 番組終了の経緯
番組終盤まで視聴率は安定していたが、深夜帯をお笑い枠（ネオネオバラエティ）にするという編成方針により、番組は2002年3月29日放送分をもって終了した。
1980年に『トゥナイト』がスタートしてからの22年に及ぶ歴史に幕を下ろし、『トゥナイト』時代も含めた通算放送回数は4,101回。本番組の終了により、NETテレビ時代の1971年4月5日に『23時ショー』がスタートして以来31年間続いたテレビ朝日の深夜ワイドショーは姿を消した。

## 出演者

### 司会
- 石川次郎

### アシスタント
- 雪野智世（当時テレビ朝日アナウンサー） - 1994年4月から1995年3月まで出演。
- 斎藤陽子 - 1995年4月から1995年9月まで出演。
- 下平さやか（テレビ朝日アナウンサー） - 1995年10月から1999年3月まで出演。
- 伊藤由希子 - 1999年4月から2002年3月まで出演。

### 主要リポーター

#### 男性
- 乱一世 - 月曜レギュラー。『トゥナイト』時代からの出演者の1人であり、山本ともに「ランク10国」に出演していた。
- 北野誠 - 火曜レギュラー。シリーズ「大人電話相談室[8]」を担当。AV女優・天野♥こころの名付け親。
- 杉作J太郎 - 火曜レギュラー。基本的に北野のリポートVTRのみに出演していた。
- 勝谷誠彦（ライター、写真家） - 水曜レギュラー。晩年のレギュラー出演者。シリーズ「快人勝谷リポート」を担当。
- 生江有二（ライター） - 隔週水曜に出演のセミレギュラー。2000年3月まで出演。
- 山本晋也（映画監督、通称「カントク」） - 木曜レギュラー。1980年の『トゥナイト』スタート時から本番組の最終回までリポーターを務めていた。新宿歌舞伎町リポートやシリーズ「ある愛のかたち」が有名。山本が番組中に口癖のように言う「ほとんどビョーキ」は流行語になったことがある。山本が本番組で行っていたリポート企画は、番組の終了後に社会的問題や話題の人物についての人物考証へとシフトする形で昼の帯番組『ワイド!スクランブル』（水曜）に引き継がれた。
- 渡辺宜嗣（当時テレビ朝日アナウンサー） - 『トゥナイト』時代にリポーターを務めていた。本番組には最終回のみに出演し、17年ぶりに顔を見せた。
- 勝田和宏（当時テレビ朝日アナウンサー）
- 小久保とものしん（小久保知之進、当時テレビ朝日アナウンサー） - この番組に限り、ひらがな表記の名義を用いて出演していた。
- 辻義就（辻よしなり、当時テレビ朝日アナウンサー） - 石川の夏休み中に司会代理を務めていた。

#### 女性
五十音順。『宝島』（1998年6月24日号・1999年2月3日号）や番組終了直前に発売された『FLASH EXCITING No.61』でリポーター名鑑なる企画が組まれたことがある。
- 青木愛 - 1994年から1997年まで出演。
- 荒木久美子 - 1990年代前半に出演。「荒木師匠」として活躍。ジュリアナクイーン、元祖扇子ギャルと呼ばれて一世を風靡。ボディコンで登場してお茶の間にジュリアナブームを浸透させた。乱や山本との掛け合いも番組名物となる。
- 飯島みゆき - 元グラビアアイドルで95cm Gカップを武器に98年頃に時折登場した。
- いしいその - 1998年から2001年まで出演。
- 井上直美 - 2001年頃[いつ?]に出演。
- 依玲（）
- インリン
- 上杉梨華 - 2001年に出演。
- 遠藤あゆみ
- 岡元あつこ - 1996年から1999年まで出演。
- 海津晶子 - 2000年から2002年まで出演。山本のコーナーのアシスタントを務めていた。
- 菊池美緒 - 1998年頃[いつ?]に出演。
- 黒住祐子 - 1996年頃[いつ?]に出演。
- 草凪純 - 山本晋也が担当する企画に出演。脱ぎ要員、モニターとして登場。
- 甲賀瑞穂 - 2001年4月から半年間勝谷とコンビを組んで出演。出演期間中の2001年5月に妊娠が判明した。
- 斉藤ますみ - 1998年から2000年まで出演。1999年からは北野とコンビを組んで出演。
- 沢口みき - 1998年にシリーズ化した「大人電話相談室」にて。当時としては非常に貴重な101cm Jカップバストから実験台や脱ぎ要員、モニターとして登場。
- しいなまお - 北野誠とコンビを組んで出演。番組随一の巨乳グラドルレポーター。
- せがわきり - 1994年から1999年まで出演。『トゥナイト』時代からの出演者の1人であり、前番組と同様にリポーターを務めていた。
- そめやゆきこ - 1995年から1998年まで出演。
- 高尾晶子 - 女性リポーターでは唯一全期間にわたって出演。『トゥナイト』時代からの出演年数は8年半に及ぶ。蘇るトゥナイト2に進行役として出演。
- 田中絵麻 - 1998年頃[いつ?]に出演。
- 遠野みずほ - 「大人電話相談室」にて当時としては貴重なJカップバストの持ち主であった沢口みきとのバストの比較として登場。
- 中園りお - 1998年頃[いつ?]に出演。
- 中山あい - iカップの元グラビアアイドル兼バラエティタレントとして他にも「出動！ミニスカポリス」にも出演していた。
- 原田里香 - 1995年から1999年まで出演。
- 藤原紀香
- 宮澤ゆうな - 不定期出演。脱ぎ要員ながら当時としては珍しくシングルCDを発売。舌の性感帯を刺激する企画でバストトップを披露した。
- 望月さや - 1999年から2001年まで出演。
- 安めぐみ - 月曜レギュラー。2001年に乱とともに出演していた。
- 谷野千佳子 - 1998年頃[いつ?]に出演。
- 山崎真由美 - 1996年頃[いつ?]に出演。
- 夢野まりあ - 「大人電話相談室」にて。脱ぎ要員、モニターとして登場。第１回ホームエンターテイメント産業展をはじめ各所で自らバストトップを披露。

## クレーム
番組放送時から男女問わず視聴者からの苦情も非常に多く寄せられていた。
また1997年8月26日の放送では乱一世が「トイレはCM中に」とCMを軽視する発言を行い、スポンサーから抗議を受けて一時降板したことがある（後に復帰）。岡元あつこも「乱一世さんはコンプラで一度、番組からいなくなりましたけど」と回想している。
青少年委員会には、「青少年も遅くまで起きている。与える影響を考えなければならない」・「アダルトの話題ばかりで描写も過激すぎる」といった意見が殺到した。以降、番組では過度な性表現を避ける・話題を広範囲に探す・社会常識に則った内容にするなど徐々に改善されていく結果となり末期になると女性の胸の露出といった性描写はなくなった。

## 番組テーマ曲

### オープニング
- 「The Key, The Secret」Urban Cookie Collective
- 「BARCORD FINGER PRINTER」coba
- 「TONIGHT IS THE NIGHT」GTS feat. Melodie Sexton
- 「BLOWZ JOB」BIG HORNS BEE

### エンディング
曲は3か月ごとに変更されていた。
- 「震える背中越しにさよなら」This Time
- 「愛し方も分からずに」 東野純直
- 「誰のためのSolitude」吉村麻希
- 「Silent Star」CALL
- 「CLOSE YOUR EYES」森川美穂
- 「愛のために 愛の中で」T-BOLAN
- 「愛してると言えない」西脇唯
- 「君の空になりたい」MANISH
- 「CRUCIFY MY LOVE」X JAPAN
- 「メロディー」Eins:Vier
- 「HAPPY BIRTHDAY FOR YOU」秋吉契里
- 「生まれたての愛をあなたに」ジョー・リノイエ
- 「THE SCENT」La'cryma Christi
- 「Climbing Wind」春原佑紀
- 「SWEET HEART MEMORY」SHAZNA
- 「恋の力」Fish&Chips
- 「クラゲ」SMILE
- 「じれったい愛 '98」T-BOLAN
- 「LOVE TRAIN」L'luvia
- 「Antique」西脇唯
- 「AQUA」SHAZNA
- 「Because」LU⊃A
- 「大切に想うエトセトラ」宇徳敬子
- 「トワイライト」吉田拓郎
- 「a love song」Keyco
- 「卒業」徳山秀典
- 「スミレ」清家千晶
- 「失えないもの」sisters
- 「the first night」UNITED JAZZY
- 「カナリア諸島にて」稲垣潤一（2002年1月 - 3月〔終了〕）

## 放送時間
いずれも日本標準時。
- 月曜 - 木曜 23:55 - 翌0:50 （1994年4月4日 - 2000年3月30日）
- 月曜 - 木曜 23:59 - 翌0:54 （2000年4月3日 - 2001年9月27日）
- 火曜 - 金曜 0:06 - 1:01 （月曜深夜 - 木曜深夜、2001年10月2日 - 2002年3月29日）

### 備考
- 『大相撲ダイジェスト』や『熱闘甲子園』などの放送日には放送開始時刻を遅らせていた。末期には15分遅れで放送。
- 九州朝日放送では自社製作の深夜番組『ドォーモ』放送のため、上記時間帯よりも1時間遅れで放送されていた。

## 放送局
| 放送対象地域   | 放送局                  | 系列           | 備考               |
| -------------- | ----------------------- | -------------- | ------------------ |
| 関東広域圏     | テレビ朝日 (EX)         | テレビ朝日系列 | 製作局             |
| 北海道         | 北海道テレビ (HTB)      | テレビ朝日系列 |                    |
| 青森県         | 青森朝日放送 (ABA)      | テレビ朝日系列 |                    |
| 岩手県         | 岩手朝日テレビ (IAT)    | テレビ朝日系列 | 1996年10月開局から |
| 宮城県         | 東日本放送 (KHB)        | テレビ朝日系列 |                    |
| 秋田県         | 秋田朝日放送 (AAB)      | テレビ朝日系列 |                    |
| 山形県         | 山形テレビ (YTS)        | テレビ朝日系列 |                    |
| 福島県         | 福島放送 (KFB)          | テレビ朝日系列 |                    |
| 新潟県         | 新潟テレビ21 (UX)       | テレビ朝日系列 |                    |
| 長野県         | 長野朝日放送 (abn)      | テレビ朝日系列 |                    |
| 静岡県         | 静岡朝日テレビ (SATV)   | テレビ朝日系列 |                    |
| 石川県         | 北陸朝日放送 (HAB)      | テレビ朝日系列 |                    |
| 中京広域圏     | 名古屋テレビ放送 (NBN)  | テレビ朝日系列 |                    |
| 広島県         | 広島ホームテレビ (HOME) | テレビ朝日系列 |                    |
| 山口県         | 山口朝日放送 (yab)      | テレビ朝日系列 | 1999年3月29日から  |
| 香川県・岡山県 | 瀬戸内海放送 (KSB)      | テレビ朝日系列 | [ 14 ]             |
| 愛媛県         | 愛媛朝日テレビ (eat)    | テレビ朝日系列 | 1995年4月開局から  |
| 福岡県         | 九州朝日放送 (KBC)      | テレビ朝日系列 | 1996年から         |
| 長崎県         | 長崎文化放送 (NCC)      | テレビ朝日系列 | 2000年4月3日から   |
| 沖縄県         | 琉球朝日放送 (QAB)      | テレビ朝日系列 | 1995年10月開局から |

- 朝日放送、熊本朝日放送、大分朝日放送、鹿児島放送では一度も放送されなかった。

## 備考
- 番組開始時はアーク放送センターのスタジオからの生放送だったが、テレビ朝日旧本社（のちの六本木センター）周辺再開発計画に関連して、1997年以降は六本木センターの代替設備として建てられた「テレビ朝日四谷放送センター」へ移転し、番組終了まではこちらから放送されていた。
- 当番組では、発売直後の『たまごっち』を紹介したり、PlayStation 2やうるう年などについて特集することもあった。PlayStation 2の特集時には、他の情報番組が「DVDが見られる」ことを大きく取り上げていたのに対し、本番組は純粋にゲーム機としての機能を紹介していた。この事で番組は『週刊ファミ通』から取材を受けている。その他、ゲームソフト『ときめきメモリアル3 〜約束のあの場所で〜』発売時にも特集を組んだり、東京ゲームショウでの取材を行ったりした。
- 本番組終了後、テレビ朝日平日深夜の帯ワイドは2009年10月6日（10月5日深夜）に『お願い!ランキング』がスタートするまで一時消滅状態にあった。
- 終了前の2001年を除き、毎年10月（1週間ずっと）やその年の最後の放送では時間を延長して特別版を放送していた。
- 女性が撮影上裸になる必要がある場面では、別にモデルを起用してその場面を撮影していた。[16]
- 番組放送期間中は阪神・淡路大震災、地下鉄サリン事件、アメリカ同時多発テロなどで番組が休止になったことがある。
- 1999年1月27日、この年の1月31日から放送を開始（翌2000年1月23日まで）された『燃えろ!!ロボコン』とコラボレーションした特集「蘇る平成ロボコン伝説」が放送され、収録現場にいたロボコンとロビーナを演じる加藤夏希がせがわのインタビューに応えた。
- 2000年6月に『全日本プロレス中継』（日本テレビ）が終了したが、同年7月に行われた全日本プロレスシリーズ開幕戦に取材に赴き、日本テレビはその場で全日本プロレスから取材拒否されたのに対し、本番組は試合を取材することができた。
- 2001年11月12日放送分では、放送開始前にアメリカン航空587便墜落事故が発生したためオープニングの挨拶だけで終了し、報道特別番組に切り替わった[17]。
- 番組終了から間もなくして、音楽情報誌『ROCKIN'ON JAPAN』に「TONIGHT3」という1ページのコーナーが設けられたことがある（隔号連載）。同記事のライターは、乱一世など本番組のリポーターの名前を騙って執筆したり、リポーターのせがわきりの下を訪ねて当時の思い出や番組に出るようになった[要説明]。ただし、『SPA!』1992年10月7日号の「中森文化新聞[18]」で語った内容とは大きく食い違う点がある。そのコーナーは、結局1年ほどで消滅した。
- 2004年の『トリビアの泉 〜素晴らしきムダ知識〜』で山本が国外ロケをしていたが、この時に「山本晋也のニャンニャンリポート」と発言していた。
- 朝日放送及び「ドォーモ」を同時ネットしていた大分朝日放送、熊本朝日放送、鹿児島放送は本番組の放送実績がない。

## CS放送　甦るトゥナイト2
2016年12月25日23時よりCSテレ朝チャンネル2にて放送。『甦るトゥナイト2』という番組名で本放送終了後から14年ぶりに復活した。かつての出演者を交えテーマに沿って地上波の放送内容を詰め合わせて放送。出演は石川次郎、山本晋也、乱一世、高尾晶子の4人。全3回放映予定だったが、第3回のエンディングにて、乱一世、高尾晶子から第4回の放送が提案された。放送日は現時点では未定。
| （初回） | 放送日         | 内容                                                     | 備考 |
| -------- | -------------- | -------------------------------------------------------- | --- |
| #1       | 2016年12月25日 | ラブホテル特集                                           | 出演者の1人に顔にモザイクあり |
| #2       | 2017年01月19日 | 80年代～90年代 若者たちの肖像 ～お立ち台から援助交際まで | 乱一世と高尾晶子がリポーターになるまでの経緯も思い出として語られた。                                                                 |
| #3       | 2017年02月23日 | カントクの風俗リポート大特集 〜ほとんどビョーキの20年史  | 山本監督の性風俗レポートのVTRを80年代のトゥナイト時代の映像も交えて放送。 放送時、遠藤あゆみがスタジオ及び同行リポーターとして出演。 |